# ثماد (حفاش)

تعديل مصدري - تعديل

ثماد هي إحدى قرى عزلة حماطة بمديرية حفاش التابعة لمحافظة المحويت، بلغ تعداد سكانها 189 نسمة حسب تعداد اليمن لعام 2004.